# راكون (جنس)
الرَّاكُون أو الرَّاتُون (الاسم العلمي:Procyon) هو جنس من الحيوانات يتبع الفصيلة الراكونية من رتبة اللواحم. موطنها البلاد الأمريكية. تشبه الدب والغرير. أصوابها لبدة قصيرة. إناثها تضع نحو أربعة جراء تربيها نحو الحول.

## أنواع حيوان الراكون
- راكون شائع
- راكون لاحم أو راكون آكل للسرطان
- راكون قزم أو راكون كوزوميل